# فرودگاه راکفورد
فرودگاه راکفورد (به انگلیسی: Rockyford Airport) یک فرودگاه همگانی است که یک باند فرود چمن دارد و طول باند آن ۷۶۲ متر است. این فرودگاه در کشور کانادا قرار دارد و در ارتفاع ۸۷۲ متری از سطح دریا واقع شده است.